# بينغت جانسون
بينغت جانسون (بالسويدية: Bengt Jansson)‏ هو متسابق دراجات نارية سويدي، ولد في 9 يناير 1943 في ستوكهولم في السويد.